# Chloridolum nympha
Chloridolum nympha là một loài bọ cánh cứng trong họ Cerambycidae.